# Donji Egipat
Donji Egipat (arapski: الدلتا‎ al-Diltā) je drevna država i regija u donjem toku Nila. Prostire se od današnjeg Kaira do Sredozemnog mora i obuhvaća široku deltu Nila. Uzvodno od Donjeg Egipta nalazi se Gornji Egipat.
Kroz deltu Nila protiče 7 rukavaca, te je ona bogata riječnim nanosima. Plodno zemljište i mediteranska klima stvorili su ovdje biljni i životinjski svijet koji se znatno razlikuje od gornjeg toka rijeke. Tu su prostrani pašnjaci na kojima se uzgajaju goveda i močvare bogate pticama i biljkama papirusa. Prvi stanovnici Donjeg Egipta bili su nomadski stočari. Zbog blizine mediteranskih kultura, ovdje se rano razvila trgovina. Donjim Egiptom su prije ujedinjenja Egipta vladali strani vladari, ili vladari Gornjeg Egipta. U vrijeme faraona Donji Egipat je bio podjeljen na 20 noma (vidi kartu). U doba Bizanta ova regija se zvala Arkadija i njome se vladalo iz Aleksandrije.
Boginja Donjeg Egipta je Vadžet, a simbol države je crvena kruna. Faraoni su pri krunjenja nosili duplu krunu, bijelu krunu simbol Gornjeg Egipta, i crvenu krunu. Drugi simbol Gornjeg Egipta je biljka papirus.